# Constituția Țărilor de Jos
Constituția Țărilor de Jos este o constituție normativă și a fost astfel încă de la începuturile ei.” Actuala Constituție este succesoarea directă a Constituției din 1814. Aceasta a suferit câteva revizii generale, dintre care cea din 1848 pare a fi cea mai semnificativă. Au existat și multe alte revizii mai nesemnificative în amploare: în 1815, 1840, 1884 iar, în secolul XX, au fost peste treisprezece revizii, ultima în 1999 însoțite de alte două în anii 2002 și 2005.
Pe parcursul a celor aproximativ două sude de ani de existență, Regatul Țărilor de Jos a evoluat de la un stat autocratic către o democrație liberală, la o monarhie constituțională cu un dezvoltat sistem parlamentar de guvernământ, și de la un stat liberal la un stat social asistențial. La fel, trebuie menționat, ca fiind relevant pentru istoria constituțională, procesul de decolonizare și de creare a unui sistem federal ce unește Olanda și coloniile ce încă mai fac parte din Regat. Toate aceste schimbări sunt reflectate în conținutul Constituției.
Este una dintre cele mai vechi constituții încă în vigoare în lume și își are rădăcinile în Constituția Republicii Batavia din 1798, care a apărut în urma Revoluției Franceze din 1789.

## Istoric
Prima Constituție a Olandei, în sensul de lege fundamentală, este Constituția din 1579, prin care s-a întemeiat republica confederală a Celor Șapte Provincii Unite. Constituția a fost împuternicită printr-un tratatul Uniunii de la Utrecht. Articolul XIII al tratatului garanta fiecărui locuitor al Republicii libertatea de conștiință. Tratatul Uniunii de la Utrecht a inspirat Articolele Confederațiilor Americane.
După invazia franceză din 1794 Republica Batavă a fost proclamată, ca stat unitar. Pe 31 ianuarie 1795 a emis o Lege a Drepturilor Omului iar la 1 mai 1798 o nouă constituție, prima în accepțiunea modernă a termenului, fiind votată de Adunarea Națională. Constituția de la 7 august 1806 instituie Regatul Țărilor de Jos, ca monarhie constituțională, care în 1810 este anexat de Imperiul Francez.
Odată cu retragerea trupelor franceze în fața armatelor ruse, se instituie noul stat independent Olanda, un principat, prin Constituția de la 29 martie 1814. Wilhem VI de Orania, înscăunat la 2 decembrie 1813 va emite o primă versiune a actualei constituții la 24 august 1815, întemeind prin aceasta Regatul Unit al Țărilor de Jos.
În 1840, când o nouă revizie a devenit necesară datorită dobândirii independenței de către Belgia, un prim pas spre întărirea unui sistem parlamentar a fost realizat prin introducerea responsabilității ministeriale cu caracter penal.
O revizuire însemnată a fost cea din 11octombrie 1848, când, sub presiunea Revoluțiilor de la 1848 din țările vecine, Regele Wilhelm II a acceptat introducerea răspunderii ministeriale complete în constituție, Camera Secundă a Parlamentului este aleasă cu vot direct iar Parlamentului i-a fost oferit rolul de a amenda propunerile legislative ale guvernului.
Revizuirea din 1887 înlocuiește înlocuiește sufragiul censitar cu unul bazat pe un minim de avere și educație, ceea ce a făcut să crească procentajul de bărbați cu drept de vot.
În anul 1922 sufragiul universal este explicit adoptat în Constituție, după ce deja fusese introdus prin lege în 1919.
În 1972 vârsta pentru dreptul la vot scade la 18 ani, după ce în 1963 fusese scăzută de la 23 la 21 de ani.

## Conținut

### Preambul
O caracteristică a Constituției Olandei este absența afirmării explicite a unui principiu fundamental sau adeziune ideologică. Spre deosebire de constituțiile altor țări europene, Constituția Olandeză nu a avut niciodată un preambul. Nu există nicio afirmație cu privire la originile sau sursele autorității publice sau a suveranității.

### Capitolul 1: Drepturi fundamentale
Capitolul 1 al Constituției este în mare măsură o enumerare a drepturilor fundamentale. Nu există o erarhie normativă a acestor drepturi indicată de către Constituție : în principiu toate drepturilor fundamentale sunt egale. Unele drepturi sunt absolute, însă, cele mai multe pot fi limitate de parlament sau de către alte legi.
Articolul 1 al Constituției privește egalitatea în fața legii și interzice în mod expres. “Toate persoanele în Olanda vor fi tratate în mod egal în circumstanțe similare. Discriminarea pe motiv de religie, credințe, opinii politice, rasă sau sex sau oricare alt motiv nu va fi permisă.”
Artilolul 7 se referă la libertatea de expresie.
Articolul 20 se referă la dreptul la asistență socială din partea statului. Alin. (1) “Este în atribuția autorităților să asigure mijloacele de subzistență pentru populație și să asigure distribuirea avuției.” iar în alin. (3) se spune că “Persoanele de naționalitate olandeză ce locuiesc pe teritoriul Olandei și nu sunt în măsură să se întrețină vor avea dreptul, ce urmează să fie reglememtat de un Act al Parlamentului, la asistență din partea autorităților.”
Articolul 23, ultimul din acest prim capitol se referă la educație, stabilind atât drepturile cetățenilor cât și datoriile autoritățiilor în acestă privință.

### Capitolul 2: Guvernământul
Sistemul de guvernământ este format din trei mari instituții: Monarhul, Consiliul de Miniștrii și Parlamentul. Șeful statului este monarhul – articolul 24, astăzi, această funcție este deținută de regele Willem-Alexander. Rolul regelui este în mare măsură unul ceremonial, deși beneficiază totuși de un grad de influență datorat respectului de care Casa de Orania se bucură.
Consiliul de Miniștrii (Cabinetul) este numit de către rege și condus de către un prim-ministru care deține puterea executivă – articolul 42. Puterea legislativă este deținută de către un Parlament bicameral – articolele 52 și 53.

### Capitolul 6 – Sistemul de Justiție
Puterea judiciară este investită într-un judiciar independent. Sistemul de justiție este format din 19 Curți Distrinctuale, 5 Curți de Apel și Curtea Supremă a Olandei.

### Capitolul 7 – Procesul de revizuire a Constituției
Curtea Supremă nu are competență în a respinge un Act al Parlamentului pe motiv că ar viola Constituția, - articolul 120 afirmă că “constituționalitatea Actelor Parlamentului și a tratatelor nu va fi revizuită de către curțile de justiție.” Aceasta înseamnă că controlul constituțional a actelor parlamentului de către tribunale nu este permis și, conform Curții Supreme, acest veto împotriva revizuirii constituționale se aplică și procedurii legiferării însăși.

## Textul Constituției
http://www.servat.unibe.ch/icl/nl00000_.html
http://www.helplinelaw.com/law/netherlands/constitution/constitution01.php Arhivat în 5 martie 2008, la Wayback Machine.